# Aeropuerto Internacional Sri Guru Ram Dass Jee
El Aeropuerto Internacional Sri Guru Ram Dass Jee (IATA: ATQ, OACI: VIAR) es un aeropuerto que sirve a la ciudad de Amritsar, Punyab, India. Hasta allí llegan vuelos procedentes de Birmingham, Dubái, Doha, Milán y Roma, entre otras ciudades. Se encuentra cerca del pueblo de Rajasansi, aproximadamente 11 kilómetros (7 mi) al noroeste de Amritsar.
En 2009 se abrió una nueva terminal integrada. Es tres veces más grande de la vieja terminal y puede servir a 1 200 pasajeros por hora.

## Aerolíneas y destinos

### Destinos nacionales
| Aerolíneas        | Destinos |
| ----------------- | --- |
| Air India         | Bombay, Delhi |
| Air India Express | Hyderabad |
| Alliance Air      | Delhi, Dharamsala, Dehradun (inicia 6 de marzo de 2024), Kullu, Shimla                                                                                |
| IndiGo            | Ahmedabad, Bangalore, Bombay, Calcuta (reinicia 31 de marzo de 2024), Chennai, Delhi, Hyderabad (inicia 31 de marzo de 2024), Lucknow, Pune, Srinagar |
| SpiceJet          | Guwahati (reinicia 31 de marzo de 2024), Patna (reinicia 31 de marzo de 2024)                                                                         |
| Vistara           | Delhi, Bombay |

### Destinos internacionales
| Ciudades por países    | Nombre del aeropuerto                    | Aerolíneas                                     | Aeronaves |      |
| Asia                   | Asia                                     | Asia                                           | Asia      | Asia |
| ---------------------- | ---------------------------------------- | ---------------------------------------------- | --------- | ---- |
| Catar                  |                                          |                                                |           |      |
| Doha                   | Aeropuerto Internacional Hamad           | Qatar Airways                                  |           |      |
| Emiratos Árabes Unidos |                                          |                                                |           |      |
| Dubái                  | Aeropuerto Internacional de Dubái        | Air India Express SpiceJet                     |           |      |
| Sharjah                | Aeropuerto de Sharjah                    | Air India Express IndiGo                       |           |      |
| Georgia                |                                          |                                                |           |      |
| Tiflis                 | Aeropuerto Internacional de Tiflis       | SpiceJet                                       |           |      |
| Malasia                |                                          |                                                |           |      |
| Kuala Lumpur           | Aeropuerto Internacional de Kuala Lumpur | AirAsia X Batik Air Malaysia Malaysia Airlines | A330-343  |      |
| Singapur               |                                          |                                                |           |      |
| Singapur               | Aeropuerto Internacional de Singapur     | Scoot                                          |           |      |
| Europa                 |                                          |                                                |           |      |
| Italia                 |                                          |                                                |           |      |
| Bérgamo                | Aeropuerto de Bérgamo-Orio al Serio      | SpiceJet (vía TBS) (Estacional)                |           |      |
| Milán                  | Aeropuerto de Milán-Malpensa             | Neos                                           | B7x7      |      |
| Roma                   | Aeropuerto de Roma-Fiumicino             | Neos SpiceJet (vía TBS) (Estacional)           | B7x7      |      |
| Verona                 | Aeropuerto de Verona-Villafranca         | Neos (finaliza 27 de marzo de 2024)            | B7x7      |      |
| Reino Unido            |                                          |                                                |           |      |
| Birmingham             | Aeropuerto de Birmingham                 | Air India                                      |           |      |
| Londres                | Aeropuerto de Londres-Gatwick            | Air India                                      |           |      |

## Estadísticas
Ver fuente y consulta Wikidata.